# Ernest Bevin
Ernest Bevin (9. marts 1881 – 14. april 1951) var en britisk fagforeningsmand, socialdemokratisk politiker og statsmand.
Han var arbejdsminister i den britiske regering under 2. verdenskrig. Efter krigen blev han udenrigsminister. I efterkrigstiden markerede han sig som støttespiller for USA og som en markant antikommunist. Han spillede en central rolle i oprettelsen af NATO. Bevin gik samtidig ind for en afvikling af det britiske kolonistyre i Indien og andre kolonier.